# 1363
Пізнє Середньовіччя •  Реконкіста •  Ганза •  Авіньйонський полон пап •  Монгольська імперія •  Столітня війна

## Геополітична ситуація
Імператором Візантії є Іоанн V Палеолог (до 1376), османських турків очолює султан Мурад I (до 1389). Карл IV Люксембург має титул імператора Священної Римської імперії (до 1378). Рудольф IV Габсбург править Австрійським герцогством. Королем Франції є Іоанн II Добрий (до 1364).
Апеннінський півострів розділений: північ належить Священній Римській імперії, середню частину займає Папська область, південь належить Неаполітанському королівству. Деякі міста півночі: Венеція, Піза, Генуя тощо, мають статус міст-республік. Триває боротьба гвельфів та гібелінів.
Майже весь Піренейський півострів займають християнські Кастилія і Леон, де править Педро I (до 1366), Арагонське королівство та Португалія, під владою маврів залишилися тільки землі на самому півдні. Едуард III королює в Англії (до 1377), Магнус Еріксон є королем Швеції (до 1364), а його син Гокон VI — Норвегії та, спільно з батьком, Швеції (до 1380). Альтернативним королем Швеції є Альбрехт Мекленбурзький (до 1389). У Польщі королює Казимир III (до 1370). У Литві княжить Ольгерд (до 1377).
Руські землі перебувають під владою Золотої Орди. Триває війна за галицько-волинську спадщину між Польщею та Литвою. Польський король Казимир III захопив Галичину, литовський князь Ольгерд — Волинь.
У Києві княжить Володимир Ольгердович (до 1394). Ярлик на володимирське князівство має московський князь Дмитро Донський (до 1389).
Монгольська імперія займає більшу частину Азії, але вона розділена на окремі улуси, що воюють між собою. У Китаї, зокрема, править монгольська династія Юань. У Єгипті владу утримують мамлюки. Мариніди правлять у Магрибі. Делійський султанат є наймогутнішою державою Індії. В Японії триває період Муроматі.
Цивілізація мая переживає посткласичний період. Почали зароджуватися цивілізація ацтеків та інків.

## Події
- Гіпотетична історіографічна згадка про місто Вінниця як про одну з фортець, збудованих у подільських містах після битви на Синій Воді 1362 року.
- Дмитро Донський відібрав владу у Володимирському князівстві у Дмитра Костянтиновича.
- Маграрита Маульташ після смерті сина передала Тіроль Габсбургам.
- Імператор Священної Римської імперії Карл IV Люксембург надав своєму синові Вацлаву титул короля Богемії.
- Король Норвегії Гокон VI одружився з Маргаритою Данською і перейшов на бік Данії в її конфлікті з Ганзою.
- Шведська знать обрала королем Альбрехта Мекленбурзького.
- Французькі Генеральні штати виділили додаткові кошти для боротьби з бандами грабіжників тар-веню.
- Французький король Іоанн II Добрий повернувся в полон до англійців.
- Герцогом Бургундії став Філіп II Сміливий.
- Турки на чолі з Мурадом I здобули перемогу над сербами й окупували Фракію та Болгарію.
- На Криті спалахнуло повстання проти правління Венеції.
- У Межиріччі почалося піднесення Тамерлана.
- На озері Поянху відбулася одна з найбільших морських битв в історії. Один із лідерів червоних пов'язок, Чжу Юаньчжан, здобув перемогу над іншим лідером повстанців, Чень Йоуляном.

## Померли
- Калліст I (патріарх Константинопольський)